# ፈ
Cette page contient des caractères éthiopiques. En cas de problème, consultez Aide:Unicode ou testez votre navigateur.
ፈ (« fä ») est un caractère utilisé dans l'alphasyllabaire éthiopien comme symbole de base pour représenter les syllabes débutant par le son /f/.

## Usage
L'écriture éthiopienne est un alphasyllabaire ou chaque symbole correspond à une combinaison consonne + voyelle, organisé sur un symbole de base correspondant à la consonne et modifié par la voyelle. ፈ correspond à la consonne « f » (ainsi qu'à la syllabe de base « fä »). Les différentes modifications du caractères sont les suivantes :
- ፈ : « fä »
- ፉ : « fu »
- ፊ : « fi »
- ፋ : « fa »
- ፌ : « fé »
- ፍ : « fe »
- ፎ : « fo »
- ፏ : « fwa »

ፈ est le 25e symbole de base dans l'ordre traditionnel de l'alphasyllabaire.

## Historique

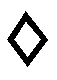
Caractère « f » de l'alphabet arabe méridional.

Le caractère ፈ est dérivé du caractère correspondant de l'alphabet arabe méridional.

## Représentation informatique
- Dans la norme Unicode, les caractères sont représentés dans la table relative à l'éthiopien[1] :
  - ፈ : U+1348, « syllabe éthiopienne fä »
  - ፉ : U+1349, « syllabe éthiopienne fou »
  - ፊ : U+134A, « syllabe éthiopienne fi »
  - ፋ : U+134B, « syllabe éthiopienne fa »
  - ፌ : U+134C, « syllabe éthiopienne fé »
  - ፍ : U+134D, « syllabe éthiopienne fe »
  - ፎ : U+134E, « syllabe éthiopienne fo »
  - ፏ : U+134F, « syllabe éthiopienne fwa »